# KVK Tienen in het seizoen 2023/24
KVK Tienen neemt in het seizoen 2023 - 2024 deel aan de Eerste nationale en de Beker van België.

## Spelerskern 2023/24
| Nr.           | Naam                  | Nationaliteit | Geboortedatum | Vorige club       |
| ------------- | --------------------- | ------------- | ------------- | ----------------- |
| Keepers       |                       |               |               |                   |
| 1             | Ilias Moutha-Sebtaoui | België        | 01-04-1999    | Beerschot VA      |
| 24            | Viktor Sterckx        | België        | 21-07-2004    | KV Mechelen       |
| 54            | Aladin Bizimana       | Burundi       | 01-04-2000    | RFC Warnant       |
| Verdedigers   |                       |               |               |                   |
| 2             | Vincent De Vos        | België        | 06-01-2003    | STVV              |
| 3             | Matisse Bergiers      | België        | 24-06-2000    | Rupel Boom FC     |
| 4             | Ferre Maho            | België        | 21-11-2004    | Eigen jeugd       |
| 5             | Hannes Meeus          | België        | 26-01-1989    | FCV Dender        |
| 18            | Pieter Jochmans       | België        | 31-03-2000    | OH Leuven         |
| 24            | Reian Meddour         | België        | 23-01-1998    | Vevey-Sports      |
| 25            | Daan Matterne         | België        | 25-05-1998    | KSK Heist         |
|               | Salomon Nirisarike    | Rwanda        | 23-03-1993    | FC Urartu         |
| Middenvelders |                       |               |               |                   |
| 6             | Lucas Chantrain       | België        | 21-10-2004    | KRC Genk          |
| 8             | Adrien Marchal        | België        | 14-02-2003    | OH Leuven         |
| 13            | Amardeep Singh        | Engeland      | 06-08-1990    | Eigen jeugd       |
| 14            | Gil Vandamme          | België        | 12-06-2002    | Lommel SK         |
| 16            | Senne Ceulemans       | België        |               | KV Mechelen       |
| 17            | Ryan Lenoir           | België        | 24-09-2004    | Sint-Truidense VV |
| 22            | Ayoub El Harrak       | Marokko       | 28-01-1999    | URSL Visé         |
|               | Ayoub Aoragh          | België        | 28-05-2004    | OH Leuven         |
| Aanvallers    |                       |               |               |                   |
| 7             | Jordy Vanweerts       | België        | 07-04-2003    | STVV              |
| 9             | Arne Naudts           | België        | 27-11-1993    | Patro Eisden      |
| 10            | Yvan Yagan            | Armenië       | 11-10-1989    | Lierse SK         |
| 11            | Joachim Ngongo        | België        | 06-07-2000    | FCV Dender        |
| 12            | Jorte Jacobs          | België        | 16-10-2004    | OH Leuven         |
| 17            | Andries Claes         | België        | 03-11-1997    | Tempo Overijse    |
| 23            | Tibe Vanhaeren        | België        | 28-10-2003    | OH Leuven         |
| -             | Aeron Mbenzu          | België        | 08-01-2004    | Beerschot VA      |

## Transfers
| Nat.             | Naam                  | Van/naar         | Afkoopsom    |
| ---------------- | --------------------- | ---------------- | ------------ |
| Inkomend         |                       |                  |              |
| Vlag van België  | Vincent De Vos        | STVV -21         | transfervrij |
| Vlag van België  | Tibe Vanhaeren        | OH Leuven -23    | transfervrij |
| Vlag van Burundi | Aladin Bizimana       | RFC Warnant      | transfervrij |
| Vlag van België  | Gil Vandamme          | Lommel SK -21    | transfervrij |
| Vlag van België  | Aeron Mbenzu          | Beerschot VA -23 | transfervrij |
| Vlag van België  | Joachim Ngongo        | FCV Dender       | transfervrij |
| Vlag van België  | Senne Ceulemans       | Jong KVM         | transfervrij |
| Vlag van Marokko | Ayoub El Harrak       | URSL Visé        | transfervrij |
| Vlag van België  | Ilias Moutha-Sebtaoui | Beerschot VA     | transfervrij |
| Vlag van België  | Reian Meddour         | zonder club      | transfervrij |
| Vlag van Rwanda  | Salomon Nirisarike    | zonder club      | transfervrij |
| Vlag van België  | Ferre Maho            | KVK Tienen -21   | -            |
| Vlag van België  | Viktor Sterckx        | KVK Tienen -21   | -            |
| Vlag van België  | Jorte Jacobs          | KVK Tienen -21   | -            |
| TOTAAL UITGAVEN: | TOTAAL UITGAVEN:      | TOTAAL UITGAVEN: | € 0          |
| Uitgaand         |                       |                  |              |
| Vlag van België  | Tibo Herbots          | KVV Thes Sport   | transfervrij |
| Vlag van België  | Kyell Lénaers         | Tempo Overijse   | transfervrij |
| Vlag van België  | Jonas Bogaerts        | Out-Hoegaarden   | transfervrij |
| Vlag van België  | Nassim Saidi          | RRC Stockay      | transfervrij |
| Vlag van België  | Liam Coenen           | Out-Hoegaarden   | transfervrij |
| Vlag van Marokko | Sofiane Bouzian       | Rupel Boom       | transfervrij |
| Vlag van België  | Pieter Kempeneers     | Houtem-Oplinter  | transfervrij |
| Vlag van België  | Paolo Arrivas         | Pauzeert         | -            |
| Vlag van België  | Simon Bracké          | Einde Carrière   | -            |
| Vlag van België  | Tibe Vanhaeren        | KVV Thes Sport   | transfervrij |
| TOTAAL INKOMEN:  | TOTAAL INKOMEN:       | TOTAAL INKOMEN:  | € 0          |

## Resultaten per speeldag
| Speeldag  | 1  | 2 | 3  | 4  | 5  | 6  | 7  | 8  | 9  | 10 | 11 | 12 | 13 | 14 | 15 | 16 | 17 | 18 | 19 | 20 | 21 | 22 | 23 | 24 | 25 | 26 | 27 | 28 | 29 | 30 | 31 | 32 | 33 | 34 |
| --------- | -- | - | -- | -- | -- | -- | -- | -- | -- | -- | -- | -- | -- | -- | -- | -- | -- | -- | -- | -- | -- | -- | -- | -- | -- | -- | -- | -- | -- | -- | -- | -- | -- | -- |
| Resultaat | G  | G | V  | V  | W  | V  | W  | G  | V  | V  | G  | W  | G  | V  | V  | V  | V  | V  | G  | W  | W  | W  | V  | V  | W  | G  | W  | W  | V  | G  | W  | W  | W  | V  |
| Punten    | 1  | 2 | 2  | 2  | 5  | 5  | 8  | 9  | 9  | 9  | 10 | 13 | 14 | 14 | 14 | 14 | 14 | 14 | 15 | 18 | 21 | 24 | 24 | 24 | 27 | 28 | 31 | 34 | 34 | 35 | 38 | 41 | 44 | 44 |
| Positie   | 13 | 9 | 13 | 15 | 16 | 11 | 14 | 11 | 12 | 15 | 17 | 16 | 13 | 13 | 17 | 17 | 17 | 17 | 17 | 17 | 17 | 17 | 15 | 15 | 15 | 15 | 15 | 14 | 14 | 14 | 15 | 14 | 13 | 13 |

## Beker van België

### Wedstrijden
| Beker van België                                                 |                         |                    |                       |
| Wedstrijddetails                                                 | Thuisploeg              | Uitslag            | Uitploeg              |
| Vierde ronde                                                     |                         |                    |                       |
| 20 augustus 2023 16:00 Bergéstadion Tienen Ref.: Mohamed Wahhabi | KVK Tienen              | 2 – 2 (4 - 5 n.s.) | Rupel Boom FC         |
| 20 augustus 2023 16:00 Bergéstadion Tienen Ref.: Mohamed Wahhabi | Claes 59' Vanhaeren 85' | 1-0 1-1 1-2 2-2    | 68' Lefranc 80' Kumbi |

2013/14 ·
2014/15 ·
2015/16 ·
2016/17 ·
2017/18 ·
2018/19 ·
2019/20 ·
2020/21 ·
2021/22 ·
2022/23 ·
2023/24 ·
2024/25 ·
2025/26